# Sarcolita
La sarcolita és un mineral de la classe dels silicats. Rep el nom del grec Sarka, "carn", referent al seu color vermell carn.

## Característiques
La sarcolita és un silicat de fórmula química Na₄Ca₁₂Al₈Si₁₂O46(SiO₄,PO₄)(OH,H₂O)₄(CO₃,Cl). Cristal·litza en el sistema tetragonal. La seva duresa a l'escala de Mohs és 6.
Segons la classificació de Nickel-Strunz, la sarcolita pertany a «09.EH - Estructures transicionals entre fil·losilicats i altres unitats de silicat» juntament amb els següents minerals: manganoneptunita, neptunita, watatsumiïta, magnesioneptunita, grumantita, ussinguita, leifita, teliuixenkoïta, eirikita i nafertisita.

## Formació i jaciments
Va ser descoberta al mont Somma, dins el complex volcànic Somma-Vesuvi, a la província de Nàpols (Campània, Itàlia). També ha estat descrita a les regions italianes del Laci i Trentino-Alto Adige, així com als estats nord-americans de Connecticut i Nevada.